# Secrets (Toni Braxton)
Secrets è il secondo album della cantante statunitense Toni Braxton, pubblicato per LaFace Records il 18 giugno 1996.
Il disco ha raggiunto la seconda posizione nella classifica Billboard 200 e la prima posizione in quella R&B, conquistando 8 dischi di platino negli Stati Uniti e vendendo in tutto il mondo 15 milioni di copie.
Ai Grammy Awards del 1997 Secrets ha ottenuto una candidatura come "Miglior album pop", mentre i brani You're Makin' Me High e Un-Break My Heart hanno rispettivamente vinto i premi nelle categorie "Miglior interpretazione vocale R&B femminile" e "Miglior interpretazione vocale femminile pop".

## Tracce
1. Come on Over Here – 3:36 (testo: Darrell Spencer, Tony Rich, Marc Nelson – musica: Tony Rich)
2. You're Makin' Me High – 4:26 (Babyface, Bryce Wilson)
3. There's No Me Without You – 4:19 (Babyface)
4. Un-Break My Heart – 4:30 (Diane Warren)
5. Talking in His Sleep – 5:33 (testo: Toni Braxton – musica: Keith Crouch)
6. How Could an Angel Break My Heart (feat. Kenny G) – 4:20 (Babyface, Toni Braxton)
7. Find Me a Man – 4:27 (Babyface)
8. Let It Flow – 4:21 (Babyface)
9. Why Should I Care – 4:25 (Babyface)
10. I Don't Want To – 4:17 (R. Kelly)
11. I Love Me Some Him – 5:09 (testo: SoulShock & Karlin, Andrea Martin, Gloria Stewart – musica: SoulShock & Karlin)
12. In the Late of Night / Toni's Secrets – 5:33 (Babyface, Jonathan Buck)

### Edizione latino-americana
1. Regresa a Mi (Un-Break My Heart Spanish Version) – 4:30 (Diane Warren)

### Edizione brasiliana e giapponese
1. You're Makin' Me High (feat. T'empo Mix) – 4:13
2. Un-Break My Heart (feat. Classic Radio Mix) – 4:27
3. I Don't Want To (feat. Frankie Knuckles Radio Edit) – 3:56

## Classifiche

### Classifiche settimanali
| Classifica (1996/97) | Posizione massima |
| -------------------- | ----------------- |
| Australia            | 11                |
| Austria              | 2                 |
| Belgio (Fiandre)     | 4                 |
| Belgio (Vallonia)    | 6                 |
| Canada               | 4                 |
| Danimarca            | 1                 |
| Europa               | 3                 |
| Finlandia            | 3                 |
| Francia              | 22                |
| Germania             | 2                 |
| Irlanda              | 7                 |
| Italia               | 15                |
| Malaysia             | 7                 |
| Norvegia             | 1                 |
| Nuova Zelanda        | 11                |
| Paesi Bassi          | 1                 |
| Portogallo           | 3                 |
| Regno Unito          | 10                |
| Stati Uniti          | 2                 |
| Stati Uniti (R&B)    | 1                 |
| Svezia               | 2                 |
| Svizzera             | 1                 |

### Classifiche di fine anno
| Classifica (1996) | Posizione |
| ----------------- | --------- |
| Canada            | 11        |
| Paesi Bassi       | 12        |
| Regno Unito       | 26        |
| Stati Uniti       | 23        |
| Classifica (1997) | Posizione |
| Australia         | 36        |
| Austria           | 11        |
| Belgio (Fiandre)  | 19        |
| Belgio (Vallonia) | 30        |
| Germania          | 9         |
| Paesi Bassi       | 10        |
| Regno Unito       | 28        |
| Stati Uniti       | 9         |
| Svizzera          | 6         |

### Classifiche di fine decennio
| Classifica (1990-99) | Posizione |
| -------------------- | --------- |
| Stati Uniti          | 51        |